# Peder
Peder (Hongaars: Péder) is een Slowaakse gemeente in de regio Košice, en maakt deel uit van het district Košice-okolie.
Peder telt 400 inwoners.
In 2011 woonden er tijdens de volkstelling 394 personen, 296 Hongaren en 86 Slowaken. Het dorp heeft een Hongaarstalige meerderheid en ligt direct op de taalgrens met het Slowaaks.